# Notj bez sna
Notj bez sna (Sleepless Night) är ett album av Anzjelika Agurbasj, släppt 1997.

## Låtlista
1. Notj bez sna (Sleepless Night)
2. Baby (Baby)
3. Utro (Morning)
4. Kot (Cat)
5. Hey-hop (Hey-Hop)
6. Moda (Fashion)
7. Odna tvoja ulybka (Your Only Smile)
8. Dozjd (Rain)
9. Tolko ty (Only Уou)
10. Filin (Eagle Оwl)
11. Bluz (Blues)
12. Liverpul (Liverpool)
13. Letnij znoj (Summer Heat)
14. Shaherezada (Shaherezada)
15. Ostansja (Stay)
16. Osennyj marafon (Autmn Marathon)
17. Tolko pozovi (Just Call Me)